# 高倉永福
高倉 永福 （たかくら ながよし）は、江戸時代初期の公卿。権大納言・高倉永敦の子。官位は正二位・権大納言。高倉家14代。初名は季任（すえとう）。

## 経歴
権大納言・高倉永敦の子として誕生。同母兄・高倉永重の養子となり、家督を継ぐ。当初は季任（すえとう）と名乗った。
霊元朝の寛文5年（1665年）叙爵。延宝5年（1677年）民部権大輔に任ぜられると同時に永福（ながよし）と改名する。貞享5年（1688年）従三位・非参議に叙せられ、公卿に列する。元禄8年（1695年）参議、翌元禄9年（1696年）正三位、元禄16年（1703年）権中納言、宝永2年（1705年）従二位、正徳5年（1715年） 正二位、享保2年（1717年）権大納言と順調に昇進する。翌享保3年（1718年）権中納言を辞して以後は散位となり、享保10年（1725年）死去。享年69。戒名は隆興院徳誉照性常光。
甥（同母兄永重の子）の永房が家督を継いだ。

## 官歴
『公卿補任』による
- 寛文5年（1665年） 12月23日：叙爵（従五位下）
- 寛文10年（1670年） 12月14日：元服昇殿、侍従、従五位上
- 延宝2年（1674年） 2月8日：正五位下
- 延宝5年（1677年） 5月24日：民部権大輔。12月26日：従四位下
- 延宝9年（1681年） 正月5日：従四位上
- 貞享2年（1685年） 5月6日：正四位下
- 貞享5年（1688年） 正月14日：従三位、非参議
- 元禄8年（1695年） 6月13日：参議
- 元禄9年（1696年） 12月28日：正三位
- 元禄10年（1697年） 12月26日：辞参議
- 元禄16年（1703年） 正月23日：権中納言
- 宝永2年（1705年） 9月11日：神宮伝奏。11月28日：辞権中納言。12月18日：従二位
- 正徳5年（1715年） 12月22日：正二位
- 享保2年（1717年） 2月25日：権大納言
- 享保3年（1718年） 3月26日：辞権大納言
- 享保10年（1725年） 4月4日：薨去（享年69）

## 系譜
『系図纂要』による
- 父：高倉永敦
- 母：持明院基定の娘[1]
- 養父：高倉永重 - 同母兄
- 養子
  - 男子：高倉永房[1]（1688-1755） - 永重の子